# 성서비평학
성서비평학(聖書批評學, biblical criticism)은 초자연적 설명에 의존하지 않고 성경을 이해하고 해석하려는 비판적 분석 방법이다. 18세기에 역사적 성서비평(historical-biblical criticism)이라는 형태로 등장한 이 방법은 다음 두 가지 특징을 지닌다. 첫째, 과학적 중립성을 유지하며 종교적 교리나 편견 없이 이성에 기반한 판단을 통해 성경을 연구하려는 태도이고, 둘째, 성경 본문 이면의 역사적 사건과 본문 자체의 형성과정을 재구성함으로써 성경의 올바른 이해에 도달할 수 있다는 신념이다. 이는 전통적이고 교의적인 성경 해석 방법이나 비평 자체를 거부하는 반비판적 접근, 혹은 후기비판적 접근 방식, 그리고 20세기 후반 이후 등장한 다양한 비평학파들과 구별된다.
성서 비평의 기원은 일반적으로 독일 계몽주의 시대(약 1650년~1800년)로 여겨지지만, 일부 학자들은 그 뿌리를 종교개혁 시기까지 소급한다. 초기 비평의 학문적 성격은 이성주의적이고 개신교적 성향을 띠었으며, 독일 경건주의와 영국의 자연신론도 그 형성에 영향을 미쳤다. 계몽주의 시대의 성경 및 교회 권위에 대한 회의적 분위기 속에서, 학자들은 예수의 신성을 신학적으로 해석하는 전통적 방식에서 벗어나 역사적 관점에서 그의 생애를 연구하기 시작했다. 이러한 역사 중심의 전환은 200년 이상 지속된 “역사적 예수에 대한 탐구”의 출발점이 되었다.
역사적 성서비평은 다양한 접근 방식과 문제의식을 포함하며, 주요 방법론은 다음 네 가지로 분류된다. 본문비평은 다양한 사본을 비교 분석하여 원문에 가장 가까운 형태를 복원하고자 하며, 자료비평은 본문에 내재된 원자료를 식별하려 한다. 양식비평은 본문을 짧은 단위로 나누어, 그것이 처음 발생한 사회적-역사적 맥락을 밝히고자 하며, 이후 편집비평은 자료비평과 양식비평을 바탕으로 본문의 최종 편집자가 본문을 어떻게 구성하고 해석했는지를 분석한다. 이러한 방법들은 모두 역사적 관점에 기초하며, 본문이 현재의 형태로 정착되기 이전의 과정을 밝히는 데 초점을 둔다.
20세기에 등장한 문학비평은 이전과 달리 본문의 현재 형태, 즉 문학적 구조와 기법을 분석 대상으로 삼는다. 여기서는 저자의 의도나 독자의 반응을 탐색하며, 수사비평, 정경비평, 서사비평 등의 하위 방법이 활용된다. 이처럼 다양한 비평 방식은 성경 이해 방식에 혁명적인 변화를 가져왔다.
20세기 후반과 21세기에 이르러 성서 비평은 다른 학문 분야와 이론적 시각의 영향을 받아 다시 변화하였다. 오랫동안 백인 개신교 남성 중심의 학문 분야였던 성서 비평은 여성, 비백인, 유대교 및 가톨릭 학자들의 활발한 참여로 그 목소리가 다원화되었다. 세계화는 다양한 문화와 관점을 이 분야에 유입시켰고, 근동학, 문헌학등 인접 학문들도 새로운 비평 방법을 제공하였다.
한편 후기 구조주의와 후기 비판주의의 영향 아래 성서 비평의 존재 이유 자체를 되묻는 시도도 등장하였다. 새로운 이론들은 성경 연구의 목표를 역사에서 문학으로, 중립적 판단에서 독자가 지닌 다양한 편견과 관점의 인식으로 전환시켰다. 이러한 변화는 성서 비평의 본질과 방향성을 근본적으로 재정의하였다.

## 주요 방법론
성서학자들이 주로 사용하는 성서비평 방법론은 본문비평, 자료비평, 양식비평, 편집비평이다. 구약성경과 신약성경은 해석에 있어 각기 고유한 문제들을 제기하므로, 대개 구약학과 신약학으로 나뉘어 별도로 연구된다.:viii–ix 설명의 편의를 위해 아래에서는 구약과 신약의 차이보다도 각 비평 방법론에 집중하여 서술한다.

### 본문비평
본문비평(Textual criticism)은 본문 자체와 이에 관련된 모든 필사본들을 조사하여 원문을 규명하는 것을 목표로 한다.:47 다루는 정보의 양에 있어 성서비평 분야 중 가장 방대한 영역 중 하나이다. 쿰란에서 발견된 약 900개의 사해사본은 현존하는 가장 오래된 사본들을 포함하고 있으며, 에스델기(에스더)를 제외한 모든 책이 존재한다. 그러나 대부분의 책은 단편 조각의 형태로만 남아 있다. 신약성서경는 고대 문헌 가운데 가장 많은 수의 필사본이 전해지고 있는데, 5,800개 이상의 완전하거나 단편적인 그리스어 사본, 10,000개의 라틴어 사본, 그리고 시리아어, 슬라브어, 고딕어, 에티오피아어, 콥트어, 아르메니아어를 포함한 다양한 고대 언어의 9,300개 사본이 존재한다. '사본'이라 함은 일반적으로 서기 110~125년경(예: 라이랜드 파피루스)부터 15세기 독일의 인쇄술 도입 시기까지 전까지로 본다. 또한 초대 교부들의 저작 가운데 약 100만 개에 달하는 신약성경 직접 인용문이 존재한다. (비교를 위해 언급하자면, 고대 그리스의 호메로스가 기원전 8세기 말 또는 7세기 초에 쓴 것으로 추정되는 『일리아스』는 1,900개 이상의 사본이 존재하지만, 이들 대부분은 파편화되어 존재한다.)

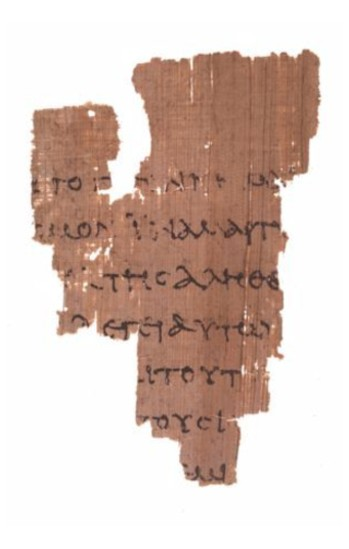
라이랜드 파피루스(P52)의 뒷면은 현존하는 가장 오래된 신약성경 파피루스 조각으로, 요한복음의 구절을 담고 있다.

이러한 본문들은 모두 손으로, 다른 필사본을 베껴 쓰는 방식으로 제작되었기 때문에, 근현대의 인쇄물처럼 동일하지 않다. 이들 사이의 차이는 ‘이문(異文, variants)’이라 불린다.:204 이문은 두 개의 본문 사이에 존재하는 어떤 종류의 차이든 지칭하는 용어이다. 대부분의 이문은 철자 오류나 필사의 실수로 인한 것이다. 예를 들어, 필경사가 글자를 빠뜨리거나, 단어나 문장을 건너뛰거나, 다른 글자로 잘못 쓰거나, 글자의 순서를 바꾸는 경우 등이 있다. 어떤 이문은 필경사가 단어 혹은 구절을 단순화하거나 조화시키기 위해 의도적으로 변경한 결과일 수도 있다.
이문의 정확한 수는 논쟁의 대상이지만, 필사본의 수가 많을수록 이문의 종류가 더 다양하게 나타날 가능성이 높다. 이문은 어떤 본문군 내에서도 고르게 분포하지 않는다. 신약성서의 이문을 분석한 결과, 전체 본문의 62.9%는 이문이 없는 것으로 나타났다. 특정 본문의 신뢰도를 판단하기 위해서는, 일반적으로 그 신뢰성이 이미 확립된 다른 필사본과 비교 분석하는 방식이 사용된다. 1881년 이후 다수의 초기 사본이 새롭게 발견되었지만, NA28과 UBS5 같은 그리스어 신약성경의 비평판은 이러한 발견 이후에도 "사실상 변화가 없다". 이는 곧, 4세기의 주요 사본인 ‘알렉산드리아 사본’인 코덱스 바티카누스와 코덱스 시나이티쿠스가 3세기 전체는 물론이고 2세기까지도 그 뿌리를 가지고 있음을 의미한다.

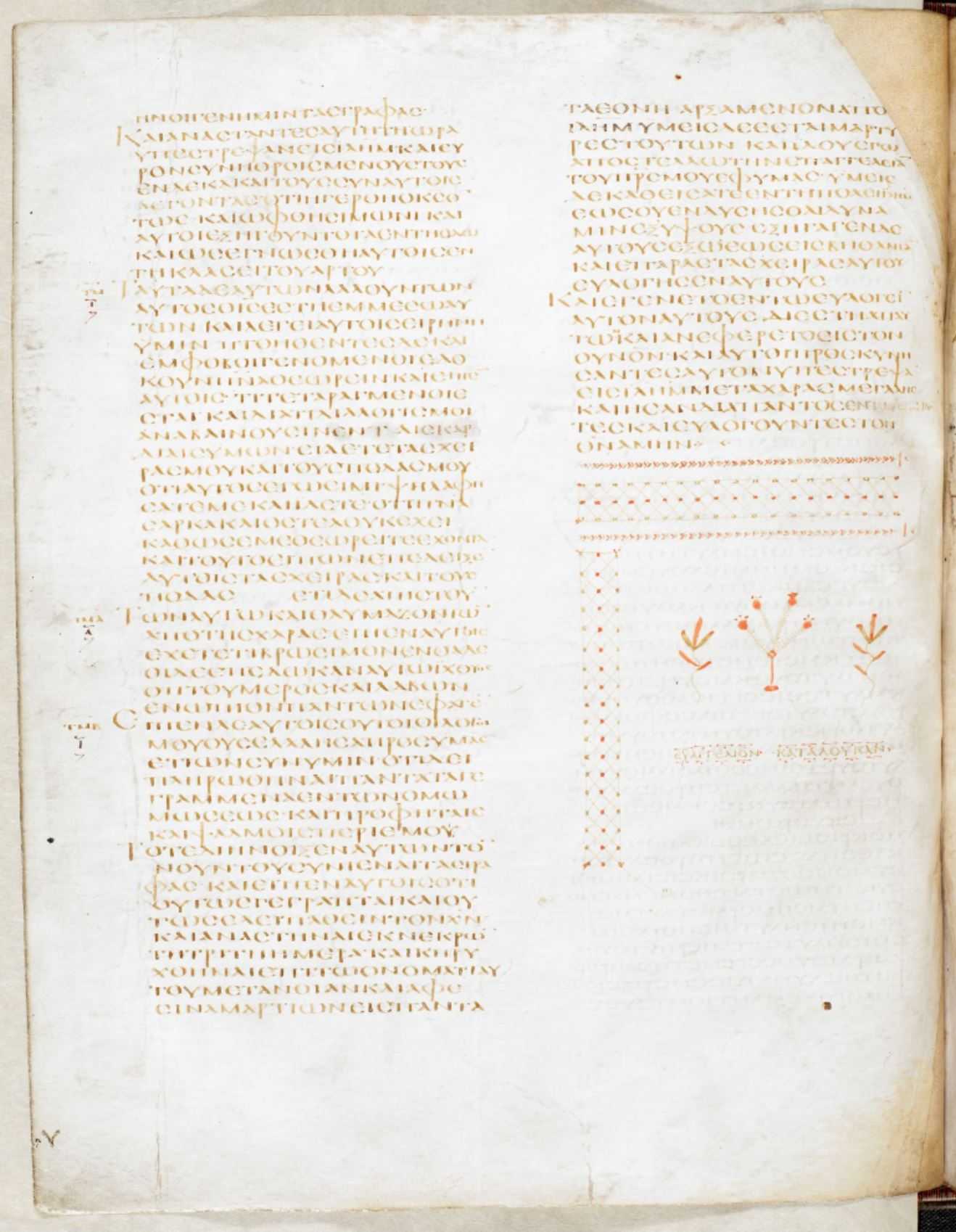
코덱스 알렉산드리아누스의 폴리오 41v. 알렉산드리아계 사본이라 함은 여기에 바탕을 둔다.

이문은 '문헌계통(families)'으로 분류된다. 예컨대 필경사 ‘A’가 실수를 하고, 필경사 ‘B’는 실수하지 않았다고 가정하자. 이후 ‘A’의 실수가 포함된 사본은 모두 동일한 오류를 공유하게 되며, 시간이 지남에 따라 ‘A’ 계통의 본문과 ‘B’ 계통의 본문은 더욱 분기하게 된다. 그러나 그 후대의 사본들도 원래의 그 오류의 유무를 통해 각각 어느 계통에서 유래했는지 식별할 수 있다.:207,208 이렇게 특정 오류를 공유하는 다수의 후대 사본 집단을 ‘문헌계통’이라고 부른다. 본문비평학자들은 이러한 문헌계통들 사이의 차이를 연구하여 원래의 본문이 어떤 모습이었는지를 재구성하려고 한다.:205
이처럼 방대한 자료를 정리하기 위해, 본문계통은 지리적 구분에 따라 범주화되었다. 신약성서의 본문계통은 알렉산드리아계(Alexandrian, 또는 '중립 본문'이라 불림), 서방계(Western, 라틴어 번역을 포함), 그리고 동방계(Eastern, 안티오키아와 콘스탄티노폴리스를 중심으로 사용된 계통)로 나뉜다.:213
현대 본문비평의 선구적 형태는 초기 랍비 유대교와 초대 교회 양쪽에서 모두 발견된다.:82 랍비들은 이미 서기 100년경부터 히브리어 본문 내의 이문 문제를 다루기 시작하였다. 그들은 표준화된 히브리어 성경을 정립하는 데 있어 전통을 핵심 기준으로 삼았다. 그들이 정립한 히브리어 본문은 2세기 말까지 안정되었으며, 이후 ‘마소라 본문’으로 알려지게 되었다.:82–84

### 자료비평

공관 복음서의 유사성.

자료비평(Source criticism)은 성서 본문의 기초가 되는 원자료들을 탐구하는 학문이다. 예를 들어, 17세기 프랑스의 사제 리샤르 시몽(Richard Simon, 1638–1712)은 모세가 오경 전체의 유일한 저자가 될 수 없다는 이론을 주장한 초기 인물이었다. 시몽에 따르면, 구약성서의 일부는 개인 저자가 아닌 필경사들이 공동체의 구전 전통을 기록한 결과였다.:1 프랑스의 의사 장 아스트뤽(Jean Astruc)은 1753년에 모세가 『창세기』를 고대 문서를 바탕으로 저술했다고 가정하였고, 이 원자료들을 식별하고 분리하려 하였다.:2
그는 동일한 사건이 반복되어 서술되는 예, 예컨대 노아의 방주 이야기에서 일부 사건이 세 번 반복되는 경우 세 가지의 서로 다른 자료가 존재했음을 암시하는 것일 수 있다고 보았다. 또한 그는 『창세기』에서 『출애굽기』 3장까지는 하나님을 지칭하는 이름이 번갈아 사용되지만, 그 이후 오경에서는 이러한 현상이 나타나지 않는다는 점을 지적하였다. 아울러 시대착오적인 진술, 즉 『창세기』의 시대보다 훨씬 후대의 상황을 반영하는 듯한 진술도 발견하였다. 이러한 증거들을 통해 아스트뤽은 『창세기』의 원자료들이 본래는 별개의 문헌들이었으며, 이후 하나로 융합되어 『창세기』라는 통일된 책이 되었다는 가설을 제시하였다.:166–168:7,8
자료비평의 대표적인 사례로는 구약성서 오경의 기원에 관한 율리우스 벨하우젠의 문서설과, 신약성경의 공관복음서가 어떤 자료에서 비롯되었는지를 추적하여 Q 자료의 존재 등을 제안하는 두문서설이 있다. 이 둘은 자료비평 이론 가운데 가장 영향력 있고 널리 알려진 사례이다.:147
문서설에서는 모세오경의 경우 야훼문서(J문서), 엘로힘문서(E문서), 제사장문서(P문서), 신명기문서(D문서) 등 다른 근원에서 비롯하였다고 본다. 구약 성서의 원 본문인 히브리어 성경을 보면, 하느님이 '야훼'('여호와'), '엘로힘'으로 다르게 지칭되고 있음을 알 수 있다. 문서설은 다른 호칭을 쓴 구절은 각기 다른 자료에서 유래한 것으로 본다. 그 자료들을 창세기에 등장하는 하느님의 호칭을 발음 그대로 알파벳으로 옮겼을 때의 머리글자를 따서, J 문서(야훼문서), E 문서(엘로힘 문서), P문서(제사장 문서), D문서로 명명하였는데, 실제 성서학자 중에는 모세오경 저자들을 제사장 학파 등으로 구분하는 이들도 있다

### 양식비평
양식비평(Form criticism)은 20세기 초 독일의 신학자 카를 루트비히 슈미트(Karl Ludwig Schmidt)가 마르코의 복음서가 짧은 단위로 구성되어 있다는 사실을 관찰하면서 시작되었다. 슈미트는 이러한 소규모 단위들이 복음서가 기록되기 이전 존재했던 구전 전통의 잔재이며 그 증거라고 주장하였다.:242:1 성서학자 리처드 보컴은 이 통찰이 양식비평의 기초를 세운 "가장 중요한 통찰"이며, 아직까지도 반박된 적이 없다고 평가하였다.:243 헤르만 궁켈(Hermann Gunkel, 1862–1932)과 마르틴 디벨리우스(Martin Dibelius, 1883–1947)는 이 통찰을 바탕으로 '양식비평'이라는 새로운 영역을 개척하였다. 1950~60년대에 이르러 루돌프 불트만과 양식비평은 유럽과 북미 모두에서 신학적 논의의 중심이 되었다.:xiii
양식비평은 성서 본문을 '일화'(pericope)라 불리는 짧은 단위로 분해하고, 이를 장르에 따라 분류한다. 예를 들어 산문, 운문, 서신, 율법, 법정 기록, 전쟁 찬가, 애가 등으로 나뉜다. 이후 각 일화가 생성된 사회적·실존적 맥락, 즉 지리적·생활적 배경인 "삶의 자리"(Sitz im Leben)을 이론적으로 재구성한다. 민속학에 대한 이해를 바탕으로 양식비평가들은 초기 기독교 공동체가 자신의 필요에 따라—즉 그들의 ‘삶의 자리’에 따라—예수의 말씀과 가르침을 스스로 형성했으며, 각각의 양식은 그것이 생성된 상황을 통해 식별할 수 있고, 반대로 그 양식을 통해 해당 상황도 유추할 수 있다고 보았다.:271
예를 들어 구약성서에서 시편은 고대 유대인의 찬송가이었는데, 양식 비평에 따르면 시편에 실린 시들은 각각 다른 삶의 정황에서 사용된 찬송가라는 것이다. 신약성서에서도 예수의 가르침은 구전되면서 기억하기 쉽게 특정한 운율과 문체를 지니게 되었다는 것이다. 따라서 각 구절의 운율과 문체, 즉 양식을 분석하면 그 구절이 어떤 상황에서 유통되었는지를 규명할 수 있다고 보는 견해가 양식비평이다.

### 편집비평
편집비평(Redaction criticism)은 유사한 주제를 가진 여러 자료를 하나의 문서로 편집하는 과정을 연구하는 비평 방법이다. 이 방법은 자료비평과 양식비평의 요소를 결합하여 발전하였다.:98 자료비평과 마찬가지로, 편집자가 어떤 자료를 어떻게 활용했는지를 파악하기에 앞서, 먼저 사용된 전승을 식별하는 과정이 필요하다.:98:181
양식비평가들은 공관복음서의 저자들을 단순한 수집자로 간주하며, 본문을 정말 만들어낸 것은 오히려 그 말씀이 형성된 삶의 자리(Sitz im Leben)라고 보았다. 반면, 편집비평가들은 복음서 저자들을 초기 교회의 신학자로 이해하며 보다 긍정적으로 평가한다.:99 편집비평은 성서 본문을 단지 파편의 모음으로 보는 자료비평과 양식비평의 설명을 거부한다. 양식비평이 본문을 점점 더 작은 단위로 나누는 데 비해, 편집비평은 문학적 단위를 전체적으로 해석하려고 한다.:99
노먼 페린(Norman Perrin)은 편집비평을 다음과 같이 정의하였다. “편집비평은 전통 자료의 수집, 배열, 편집, 수정, 그리고 새로운 자료의 구성에 나타난 저자의 신학적 동기를 연구하는 것이다. 편집비평은 저자를 ‘편집자’로 주목하게 만든다.”:14
편집비평은 제2차 세계대전 이후 독일에서 발전하였고, 1950년대에는 영국과 북미에 도입되었다.:96–97 이 비평 방법은 개별 문학 단위들이 어떻게 그리고 왜 현재의 형태로 편집(‘redact’)되었는지를 밝혀내는 데 중점을 둔다.:820

### 문학비평
문학비평(Literary criticism)은 20세기 중반에 본격적으로 발전하기 시작했으며, 그 결과 학계의 관심은 역사적 문제나 본문 작성 이전의 전통보다는 본문 그 자체로 이동하였다. 이후 약 30년이라는 비교적 짧은 기간 안에 문학비평은 성서비평의 지배적인 방법론으로 자리 잡았다. 이 접근은 1957년 문학비평가 노스럽 프라이가 성경의 양식을 분석하면서 시작되었다고 할 수 있다.:3–4 한스 프라이는 “성서 이야기들은 철학이나 역사성을 평가하는 방식이 아니라, 그 이야기 자체의 기준에 따라 평가되어야 한다”고 제안하였다.:99 프라이는 성서비평이 역사적 관심에서 문학적 관심으로 이동하게 된 데 중요한 영향을 준 인물들 중 한 명이었다.:3 신약학자 폴 R. 하우스는 언어학의 발전, 사학이론의 변화, 그리고 기존 비평 방법의 쇠퇴 또한 이러한 흐름에 영향을 주었다고 분석한다.:3
1974년까지 문학비평에서 사용된 주요 방법론은 수사학적 분석(rhetorical analysis)과 구조주의였다.:4,11 수사학적 분석은 본문을 여러 단위로 나누고, 각 단위에서의 전개나 전환을 관찰하며, 시적 장치, 운율, 병행법, 말장난 등 다양한 표현 기법을 분석한다. 이후 작가의 사유가 한 단위에서 다음 단위로 어떻게 전개되는지를 도식화하여, 본문의 저작 의도를 해명하려고 시도한다.:8,9 그러나 이에 대한 비판도 있다. 수사학적 분석은 “정교한 방법론의 부재”와 “단순한 스타일 분석에 불과한 경향”이 있다는 지적을 받아왔다.:425
한편 구조주의는 언어의 심층구조를 파악하여 본문에 숨겨진 “의미의 층위”를 밝히고, 작가의 전제와 의도를 이해하는 것을 목표로 한다.:102 문학학자 로버트 알터(Robert Alter)는 1981년 성경의 주제를 문학적 관점에서 분석한 저작을 발표하며 문학비평의 발전에 기여하였다. 1980년대에는 형식주의(formalism)가 등장하여 줄거리, 구조, 등장인물, 주제 등에 집중하였고,:164 또한 독자반응비평이 발전하여 저자보다 독자의 역할에 주목하였다.:374,410
그러나 신약학자 도널드 거스리는 복음서에 대한 문학비평적 접근에 한계가 있다고 지적하였다. 그는 복음서의 장르가 아직 명확히 규정되지 않았다는 점을 문제 삼는다. 장르에 대한 확증이 없으면 유사한 문헌을 통한 비교가 불가능하며, 그럴 경우 “문학비평의 원리를 어느 정도까지 적용할 수 있는지”에 대한 근본적인 의문이 제기된다는 것이다.:19  또한, 복음서가 실제로 소설이라는 확신이 없는 상태에서, 소설과 동일한 비평 방법을 사용하는 것이 정당한지에 대해서도 의문을 제기하였다.:20

### 역사비평
가장 널리 사용되는 비평 방법이다. 이 방법의 목적은 성경 본문을 당시의 역사적 맥락에서 해석하는 것이며, 본문의 예상되는 배경을 재구성하는 것이 중요한 역할을 한다. 고전적인 역사적 비평 방법은 18세기부터 20세기까지 독일의 개신교 신학자들에 의해 발전되었으며, 이곳에서 여전히 특별한 위치를 차지하고 있다. 반면, 대부분의 현대적 방법들은 영미권이나 프랑스어권에서 발전하였으며, 수용미학과 깊은 심리학을 제외한 대부분은 그 지역에서 기원했다.

### 그외 성서비평학 분야
그외 성서비평학 분야에는 성서에 나오는 이야기들이 성서에 수록되기 전까지 문서와 구전(口傳)자료로 전승되어온 경로를 비평하는 전승사 비평, 성서의 사회적 배경을 분석하는 사회학적 비평이 있다. 한가지 예를 들어서 설명하면 마태복음서에 그리스도가 베드로에게 네 위에 교회를 세우겠다고 약속하신 내용이 나오는데, 그리스도의 활동기간에는 교회가 없었으므로 마태가 교회라는 단어를 추가했다고 보는 해석이 성서비평학 또는 성서에 대한 비평학적 접근의 한 예이다.

## 성서비평학에 대한 비판
- 자료비평에 대한 비판

자료비평학에 근거해 성경을 볼 경우, 성서 본문 자체의 맥락이 해체되어 버린다는 비판이 있다.
자료비평에 근거한 연구들은, 창세기를 비롯한 성서 본문은 최소한 4개 자료가 사용된 것으로 본다. 그러나 일부 특정 구절은 학자에 따라 어떤 자료에 해당하는지에 대한 견해가 다르다. 더욱이 성서의 내적인 맥락은 무시되고 어떤 구절의 출처만을 문제 삼게 됨으로써 성서의 메시지를 산산조각 내 버렸다는 지적이 있다. 성서에 대한 문학적 비평을 시도하는 문학비평학자 중 일부는, 자료비평에 따른 특정 구절의 출처보다 성서 내의 문학적 맥락을 파악하는 것이 더 중요하다고 주장한다.

## 한국의 성서비평학 역사
성서비평학은 근대 서구 신학계에서 등장했으며, 일본과 미국에서 유학했던 신학자들을 통해 단편적으로 소개되었다. 한국교회에서는 1934년 발행된 아빙돈 단권 주석성경으로 알려졌다. 이 주석의 성서 해석방법이 자유주의적이라고 하여 보수적 교단인 장로교에서 거센 거부반응을 일으켰다. 따라서 이 책에 대한 불매운동을 전개하였을 뿐만 아니라, 1935년 9월에 열렸던 제24회 장로교총회에서 이 주석서가 장로교의 교리에 위배되는 점이 많으므로 교회에서는 구독하지 않을 것이며, 또한 집필자에게는 공개적인 사과를 받기로 결의하기에 이르렀다.(조선예수교장로회 제24회의록)
이후 김재준은 송창근 김대현 등과 함께 ‘조선신학교’를 개교하고 성서비평학을 가르쳤다. 격렬한 신학논쟁이 일어났고 1953년 김재준은 파면당하고 그를 추종하는 사람은 한국기독교장로회라는 것을 만들었다. 그리고 한국신학교라는 곳에서 그의 신학이 이어지고 있다. 성경비평학은 자유주의 신학를 중심으로 가르치고 있고, 비평학의 일부 내용(본분비평과 자료비평)은 다른 신학교에서도 소개되어 받아들여지고 있다. 한글 성서번역 시 필사자들이 독자들의 이해를 돕는다든지 하는 목적으로 사본에 추가한 즉, 원본에 없는 문장을 빼고, 그 자리에 '절없음'표시와  '어떤 사본에는 이러한 내용이 있다.'라는 각주를 적거나, 괄호 처리하는 것이 그러한 예이다. 보수적인 신복음주의 신학계에서도 일부의 학자들은 성서비평학이 성서를 올바르게 해석함으로써 하느님의 뜻을 찾아가게 하는 건전한 성서읽기라고 이해하기도 한다. 그러나 더 많은 경우 성경본문을 해체하고 인간의 이성으로 설명하기 어려운 부분(기적이나 난해구절의 해설 등)을 성급하게 첨가된 부분/후대 사람이 편집한 내용이라고 결론을 내려 성서비평학에 비판적인 입장을 취하는 것이 더욱 많다.
알레고리 성경해석을 강조하는 천주교에서도 개신교에서 형성한 성서비평학을 부분적으로 수용하여서, 이를 통해 성경을 읽어야 한다고 가르친다.

## 참고
- 바트 D. 어만(Batt D. Ehrman, 《성경 왜곡의 역사》 (Misquoting Jesus: The Story Behind Who Changed the Bible and Why, 2005; 한국어판 ISBN 978-89-352-0649-0)

## 같이 보기
- 정경비평
- 성서학
- 성서
- 광교회파
- 역사적 문법적 방법
- 신학적 해석학